# Upupa antaios
Upupa antaios (лат.) — вымерший вид птиц из семейства удодовых (Upupidae). Считается, что вид вымер вскоре после открытия и колонизации острова Святой Елены в 1502 году, будучи неспособным противостоять завезённым кошкам, крысам и другим животным и активной преобразующей деятельности человека.

## Изучение
Изучения данного вида проводили исключительно по неполным субфоссильным останкам.
Первый анализ этого вида был дан в 1963 году британским зоологом Филиппом Ашмолом, который обнаружил в отложениях на востоке острова Святой Елены левую плечевую кость, значительно отличавшуюся от других костей птиц семейства Upupidae.
Неполный скелет, обнаруженный в 1975 году палеонтологом Сторрсом Олсоном, состоял из коракоидов и левой бедренной кости. По этому скелету Олсон впервые описал вид Upupa antaios.

## Распространение
Вид являлся эндемиком острова Святой Елены в Южной Атлантике.

## Образ жизни
Крупный, возможно нелетающий удод. Питался в основном гигантскими уховёртками, которые достигали 8,5 см в длину. В конце XX века эти насекомые также вымерли.